# 神秘召喚
《神秘召喚》（Tru Calling，一譯《致命呼叫》，港譯《靈喚追兇》），是福斯廣播公司推出的電視劇。

## 劇情概要
女主角楚兒·戴維斯（Tru Davies）是波士頓一家醫學院的學生，由於她突然失去獎學金，因此到了該城市的停屍間工作（當值夜班）。
在那裡她發現自己有能力看到死人突然面，向她說：「幫我～」，之後就會重複事發前一段時間的生活（劇中稱此為「Relive the Day」），讓那些意外遇害或遭謀殺的人一起重活出事前一天（即把時間流返,只有女主角等超能力者的記憶繼續保留），而趁機會了解事情再去改變那些本來要受害的人的命運！她不但運用超能力去挽救生命，還幫助她困難重重的家人，像是她有毒癮的律師姐姐，以及沒有責任感的賭徒弟弟。

## 角色介紹
- 伊麗莎·杜什庫（Eliza Dushku）：飾演 楚兒·戴維斯（Tru Davies）
- 尚恩·李維（Shawn Reaves）：飾演 哈瑞森·戴維斯（Harrison Davies）
- 西斯·費里曼（Heath Freeman）：飾演 卡麥隆（Cameron）
- 艾·潔·庫克（A. J. Cook）：飾演 蓮絲·華克（Lindsay Walker）
- 查克·葛里芬納奇（Zach Galifianakis）：飾演 達維（Davis）
- 潔西卡·柯林斯（Jessica Collins）：飾演 瑪芮迪·戴維斯（Meredith Davies）
- 傑森·普理斯萊（Jason Priestley）：飾演 傑克（Jack Harper）

## 單元與集數

### 第一季
| 集數 | 集數 | 集名           | 集名                       | 備註 |
| 季內 | 全劇 | 譯名           | 原名                       | 備註 |
| ---- | ---- | -------------- | -------------------------- | ---- |
| 1    | 1    | （水落石出）   | Pilot                      |      |
| 2    | 2    | （大愛無私）   | Putting Out Fires          |      |
| 3    | 3    | 「姊弟情深」   | Brother's Keeper           |      |
| 4    | 4    | 「往事難追」   | Past Tense                 |      |
| 5    | 5    | 「真相大白」   | Haunted                    |      |
| 6    | 6    | 「變調的愛」   | Star-Crossed               |      |
| 7    | 7    | 「凶案疑雲」   | Morning After              |      |
| 8    | 8    | 「失落的愛」   | Closure                    |      |
| 9    | 9    | 「婚禮斷魂記」 | Murder in the Morgue       |      |
| 10   | 10   | 「同學會驚魂」 | Reunion                    |      |
| 11   | 11   | 「最長的一日」 | The Longest Day            |      |
| 12   | 12   | 「恐怖情人節」 | Valentine                  |      |
| 13   | 13   | 「選美疑雲」   | Drop Dead Gorgeous         |      |
| 14   | 14   | 「舊日夢魘」   | Daddy’s Girl               |      |
| 15   | 15   | 「千鈞一髮」   | The Getaway                |      |
| 16   | 16   | 「疑雲密佈」   | Two Pair                   |      |
| 17   | 17   | 「人生如戲」   | Death Becomes Her          |      |
| 18   | 18   | 「撲朔迷離」   | Rear Window                |      |
| 19   | 19   | 「生死一線間」 | D.O.A.                     |      |
| 20   | 20   | 「善惡之間」   | Two Weddings and a Funeral |      |

### 第二季
| 集數 | 集數 | 集名         | 集名                                    | 備註 |
| 季內 | 全劇 | 譯名         | 原名                                    | 備註 |
| ---- | ---- | ------------ | --------------------------------------- | ---- |
| 1    | 21   | 「交戰時刻」 | Perfect Storm                           |      |
| 2    | 22   | 「化險為夷」 | Grace                                   |      |
| 3    | 23   | 「生日驚魂」 | In the Dark                             |      |
| 4    | 24   | 「世事難料」 | The Last Good Day                       |      |
| 5    | 25   | 「邪不勝正」 | Enough                                  |      |
| 6    | 26   | 「聖誕快樂」 | Twas the Night Before Christmas...Again |      |

註：此影集並未有結局，在製作過程中因收視不佳喊停，導致劇情突然中斷，同時確定不會繼續有第三季或結局。

## 國際播映
在台灣於台視播出。
首播
- 2006年3月3日起，每週五21:30至23:30，播出兩集。
- 2006年4月21日起，播出時間縮短為每週五21:30至22:30，播出一集。
- 2006年5月11日起，播出時間改為每週四23:00至24:00。

於2006年7月6日播畢，共19集。
重播
- 2006年4月22日至2006年5月6日，每週六凌晨02:00至03:00，播三集。

註：先前首播為120分鐘，深夜沒有重播，之後首播縮短60分鐘，週六才安排重播，不久，首播改到週四，重播時間取消。
- 2008年2月5日至2008年2月11日，每天凌晨02:00播出。

註：其中2月9日播出時間為02:20至06:00，2月11日播出時間為01:30至03:30。

## 外部連結
- 神秘召喚在互联网电影资料库（IMDb）上的資料（英文）
- 神秘召喚 - 台視官方網站 （页面存档备份，存于）